# Francesco Soriano
Francesco Soriano, także Suriano, Suriani, Surianus (ur. 1548 lub 1549 w Soriano nel Cimino, zm. 19 lipca 1621 w Rzymie) – włoski kompozytor.

## Życiorys
Od wczesnej młodości przebywał w Rzymie, gdzie był chórzystą w bazylice św. Jana na Lateranie. Do grona jego nauczycieli należeli Annibale Zoilo, Bartholomeo Roy, Giovanni Maria Nanino i Giovanni Pierluigi da Palestrina. Był kapelmistrzem w kościołach San Luigi dei Francesi (1570–1581), Santa Maria Maggiore (1586–1589, 1595, 1601–1603), w bazylice św. Jana na Lateranie (1599–1601) oraz w Capella Giulia w Watykanie (1602–1620). Od 1581 do 1586 roku przebywał także w charakterze kapelmistrza na dworze Gonzagów w Mantui. W 1611 roku został wraz z Felice Anerio zatrudniony w papieskiej komisji do dokończenia rozpoczętych przez Palestrinę prac przy rewizji melodii chorałowych Graduału, który ostatecznie został wydany drukiem w 1614 roku we Florencji.
W swojej twórczości pozostawał pod silnym wpływem stylu Palestriny, jego twórczość odznacza się jednak żywszą rytmiką i bardziej nowoczesną harmoniką.

## Ważniejsze prace
(na podstawie materiałów źródłowych)

### Religijne
- Motectorum na 8 głosów (Rzym 1597)
- Missarum liber primus na 4–6 i 8 głosów (Rzym 1609)
- Psalmi et motecta na 8, 12 i 16 głosów i basso continuo (Wenecja 1616)
- Passio D.N. Jesu Christe secundum quator Evangelistas, Magnificat, sequentia fidelium defunctorium, una cum responsoria na 4 głosy (Rzym 1619)

### Świeckie
- Il primo libro di madrigali na 5 głosów (Wenecja 1581)
- Il secondo libro di madrigali na 5 głosów (Rzym 1592)
- Il primo libro di madrigali na 4–6 głosów (Rzym 1601)
- Il secondo libro di madrigali (brak miejsca wydania 1602, zaginione)
- Canoni et obblighi di 110 sorte, sopra l’Ave maris stella na 3–8 głosów (Rzym 1610)